# ShapeShifter Lab
ShapeShifter Lab ist ein Veranstaltungsort für Jazzmusik im New Yorker Stadtteil Brooklyn.
Das ShapeShifter Lab befindet sich zwischen den Brooklyner Vierteln Park Slope und Gowanus (18 Whitwell Place, zwischen 1st Street und Carroll Street) und wurde Mitte 2012 von den Musikern Matthew Garrison und Fortuna Sung gegründet. Dort traten u. a. Nels Cline, Tim Berne, Steve Coleman, George Colligan, Greg Osby, Josh Sinton und David Torn auf. Das ShapeShifter Lab gehört zu der nach Ansicht der New York Times in den 2010er-Jahren anwachsenden Gruppe Brooklyner Veranstaltungsorte in Musikerhand, wie die in der Nähe befindlichen IBeam und Douglass Street Music Collective.
Im ShapeShifter Lab fanden eine Reihe von Workshops statt, u. a. von Dave Douglas und Victor Wooten; es entstanden außerdem Studioaufnahmen (u. a. von Adam Rogers, Marko Djordjevic, Simon C.F. Yu und der Band Snarky Puppy) sowie Konzertmitschnitte von Musikern wie Gordon Grina und Mark Helias sowie Teile von Dolphy’s Hat des Primitive Arkestra Live unter Leitung von David Haney.

## Diskographische Hinweise
- Gordon Grina, Mark Helias, Kenton Loewen, Tony Malaby: No Difference. (Songlines, 2012)
- David Haney: Stix and Stones (Slam Productions, 2016)
- William Parker: In Order to Survive: Live/Shapeshifter (2019)